# Schlechtsart
Schlechtsart är en kommun och ort i Landkreis Hildburghausen i förbundslandet Thüringen i Tyskland.
Kommunen ingår i förvaltningsgemenskapen Heldburger Unterland tillsammans med kommunerna Schweickershausen, Straufhain, Ummerstadt, Westhausen och Heldburg.